# Волоховщина
Волоховщина — (біл. вёска Валахоўшчына), село (веска) в складі Брагінського району розташоване в Гомельській області Білорусі. Село підпорядковане Маложинській сільській раді і в ньому мешкає 32 особи (станом на 2004 рік).
Село Волоховщина розташоване на південному сході Білорусі, у південній частині Гомельської області, за 7 кілометрів на південь від районного центру Брагіна.